# Schoon fossiel
Schoon fossiel is een term voor het verbranden van fossiele brandstoffen zonder dat daar het gebruikelijke CO2-gas bij vrijkomt. De twee bekendste vormen van 'schoon fossiel' zijn kolenverbranding met CO2-afvang en -opslag, en het omzetten van aardgas in waterstof (blauwe waterstof)
. In praktijk is het echter nog nooit op grote schaal mogelijk geweest fossiele brandstoffen in te zetten zonder het vrijkomen van grote hoeveelheden CO2. Bovendien komt er nogal wat CO.2 vrij bij de winning van alle fossiele brandstoffen wat meestal vergeten wordt.
Er is veel aandacht voor het CO2 afvangen bij elektriciteitscentrales, maar hier zijn nog geen grootschalige testen mee gedaan. Vooral het opslaan van CO2 in lege aardgasvelden klinkt veelbelovend, maar het is nog onontgonnen terrein.